# دوريدان (مقاطعة دليجان)
دوريدان (بالفارسية: دوریدان) هي قرية تقع في مركزي في إيران. يقدر عدد سكانها بـ 49 نسمة بحسب إحصاء 2016.